# Lillehammer Futsal 2009-2010
Questa voce raccoglie le informazioni riguardanti il Lillehammer Futsal nelle competizioni ufficiali della stagione 2009-2010.

## Stagione
Il Lillehammer ha partecipato alla Futsal Eliteserie 2009-2010, seconda edizione del massimo campionato norvegese riconosciuto dalla Norges Fotballforbund. La squadra ha chiuso l'annata al 10º posto finale, retrocedendo. Lars Rønningen Sandbu ha fatto parte della squadra nel corso di questa annata.

## Rosa
| N° | Naz.                | Ruolo | Sportivo              | Anno     |  |  |
| -- | ------------------- | ----- | --------------------- | -------- |  |  |
|    | Norvegia (bandiera) |       | Lars Rønningen Sandbu | 08.04.87 |  |  |

## Risultati

### Eliteserie

#### Girone di andata
| 21 novembre 2009, ore 14:00 1ª giornata | Lillehammer | 5 – 6 referto | Horten | \| Arbitro: \| Hussain \| |
| Arbitro:                                | Hussain     |               |        |                           |

| 21 novembre 2009, ore 20:00 2ª giornata | Fyllingsdalen | 3 – 2 referto | Lillehammer | \| Arbitro: \| Sjelle \| |
| Arbitro:                                | Sjelle        |               |             |                          |

| 22 novembre 2009, ore 14:00 3ª giornata | Holmlia | 3 – 7 referto | Lillehammer | \| Arbitro: \| Sjelle \| |
| Arbitro:                                | Sjelle  |               |             |                          |

| 12 dicembre 2009, ore 14:00 4ª giornata | Lillehammer | 3 – 6 referto | Nordpolen | \| Arbitro: \| Ølmheim \| |
| Arbitro:                                | Ølmheim     |               |           |                           |

| 3 gennaio 2010, ore 18:00 5ª giornata | KFUM Oslo    | 7 – 3 referto | Lillehammer | \| Arbitro: \| Rafiq (Oslo) \| |
| Arbitro:                              | Rafiq (Oslo) |               |             |                                |

| 13 dicembre 2009, ore 14:00 6ª giornata | Lillehammer | 5 – 12 referto | Nidaros | \| Arbitro: \| Hanssen \| |
| Arbitro:                                | Hanssen     |                |         |                           |

| 16 gennaio 2010, ore 12:00 7ª giornata | Vegakameratene | 4 – 3 referto | Lillehammer | \| Arbitro: \| Ølmheim \| |
| Arbitro:                               | Ølmheim        |               |             |                           |

| 16 gennaio 2010, ore 18:00 8ª giornata | Lillehammer | 4 – 10 referto | Sandefjord | \| Arbitro: \| Lyngbø \| |
| Arbitro:                               | Lyngbø      |                |            |                          |

| 17 gennaio 2010, ore 12:00 9ª giornata | Solør   | 8 – 3 referto | Lillehammer | \| Arbitro: \| Hanssen \| |
| Arbitro:                               | Hanssen |               |             |                           |

#### Girone di ritorno
| 6 febbraio 2010, ore 13:00 10ª giornata | Horten    | 6 – 3 referto | Lillehammer | \| Arbitro: \| Myklebust \| |
| Arbitro:                                | Myklebust |               |             |                             |

| 6 febbraio 2010, ore 19:30 11ª giornata | Lillehammer | 2 – 3 referto | Fyllingsdalen | \| Arbitro: \| Myhren \| |
| Arbitro:                                | Myhren      |               |               |                          |

| 7 febbraio 2010, ore 14:30 12ª giornata | Lillehammer    | 2 – 3 referto | Holmlia | \| Arbitro: \| Steen (Bergen) \| |
| Arbitro:                                | Steen (Bergen) |               |         |                                  |

| 20 febbraio 2010, ore 20:00 13ª giornata | Nordpolen     | 3 – 2 referto | Lillehammer | \| Arbitro: \| Thorsø Hansen \| |
| Arbitro:                                 | Thorsø Hansen |               |             |                                 |

| 20 febbraio 2010, ore 12:00 14ª giornata | Lillehammer      | 3 – 12 referto | KFUM Oslo | \| Arbitro: \| Bjørndalen Røang \| |
| Arbitro:                                 | Bjørndalen Røang |                |           |                                    |

| 21 febbraio 2010, ore 12:00 15ª giornata | Nidaros       | 9 – 3 referto | Lillehammer | \| Arbitro: \| Thorsø Hansen \| |
| Arbitro:                                 | Thorsø Hansen |               |             |                                 |

| 6 marzo 2010, ore 14:00 16ª giornata | Lillehammer | 0 – 2 referto | Vegakameratene |  |

| 6 marzo 2010, ore 18:00 17ª giornata | Sandefjord | 3 – 2 referto | Lillehammer |  |

| 7 marzo 2010, ore 11:00 18ª giornata | Lillehammer | 2 – 10 referto | Solør |  |